# Rákosův pavilon

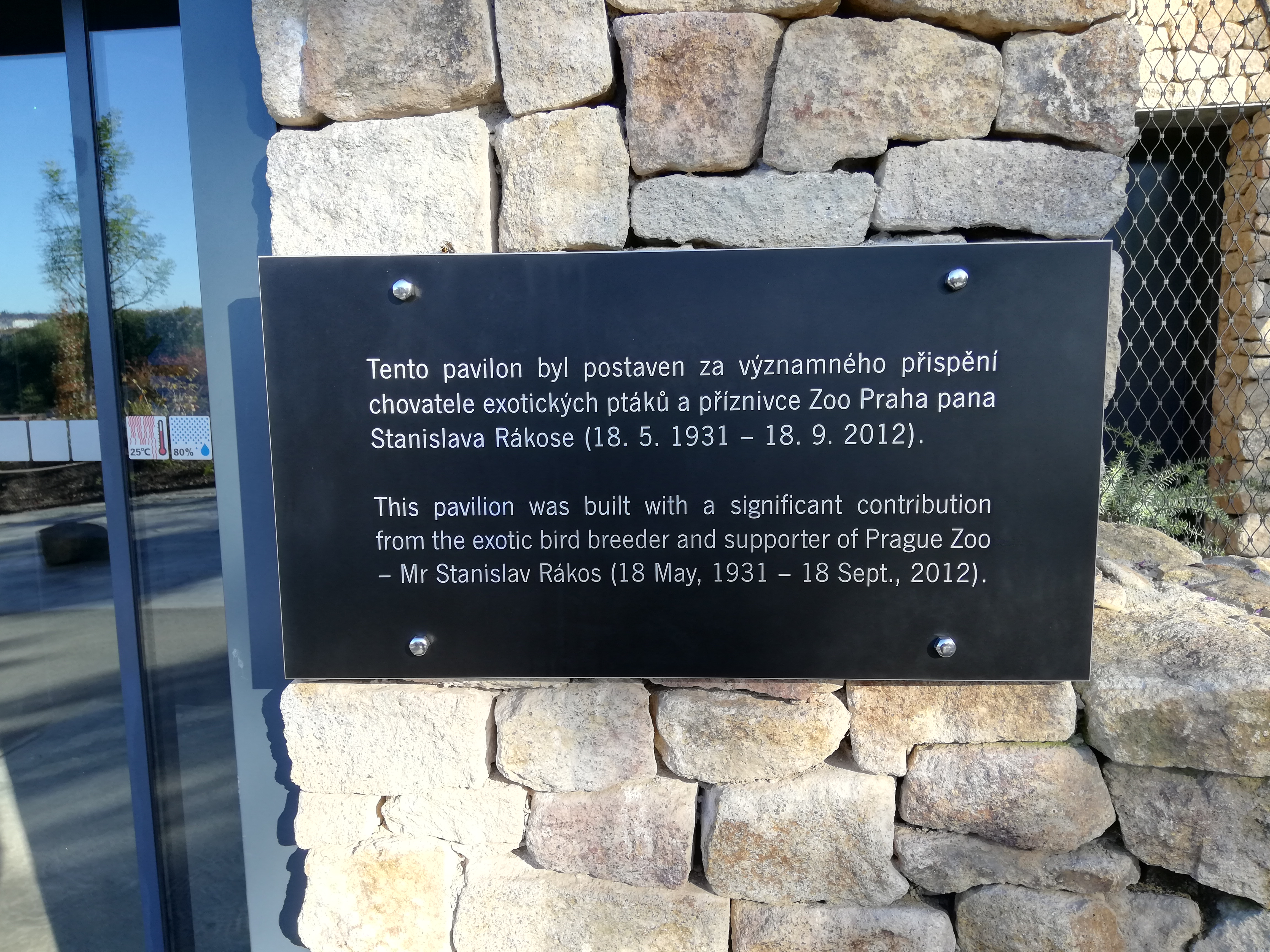
Před vchodem do „Rákosova pavilonu“ se nachází pamětní deska věnovaná Stanislavu Rákosovi

Rákosův pavilon je expoziční pavilon v Zoo Praha přístupný veřejnosti od 28. září 2019; v tu dobu jeden ze 13 pro návštěvníky přístupných pavilonů v této zoo.
Jedná se o stavbu představující významnou kolekci exotických ptáků, zejména papoušků. Pavilon byl pojmenován po významném chovateli papoušků Stanislavu Rákosovi (1931–2012), který finančně přispěl na stavbu této ojedinělé expozice. Výstavba začala položením základního kamene 30. 11. 2014. Původně bylo v plánu chovat přibližně 30 druhů ptáků, nakonec bylo při otevření expozic k vidění 38 druhů.
Stavba včetně navazujících úprav okolí stála 30,5 mil. Kč bez DPH. 10 mil. Kč bylo poskytnuto právě S. Rákosem a 7 milionů Kč šlo z dotací Evropské unie.
Pavilon navrhl architektonický ateliér AND, spol. s r. o.

## Základní parametry
Expoziční areál se skládá z vlastního pavilonu a na něj navazujících dvou nových voliér. Jelikož byl pavilon postaven v místě původní expozice papoušků (tzv. Lineárky), jedné z nejstarších expozic v zoo vůbec, bylo také rozhodnuto o zachování a opravě dvou z původních malých voliér.

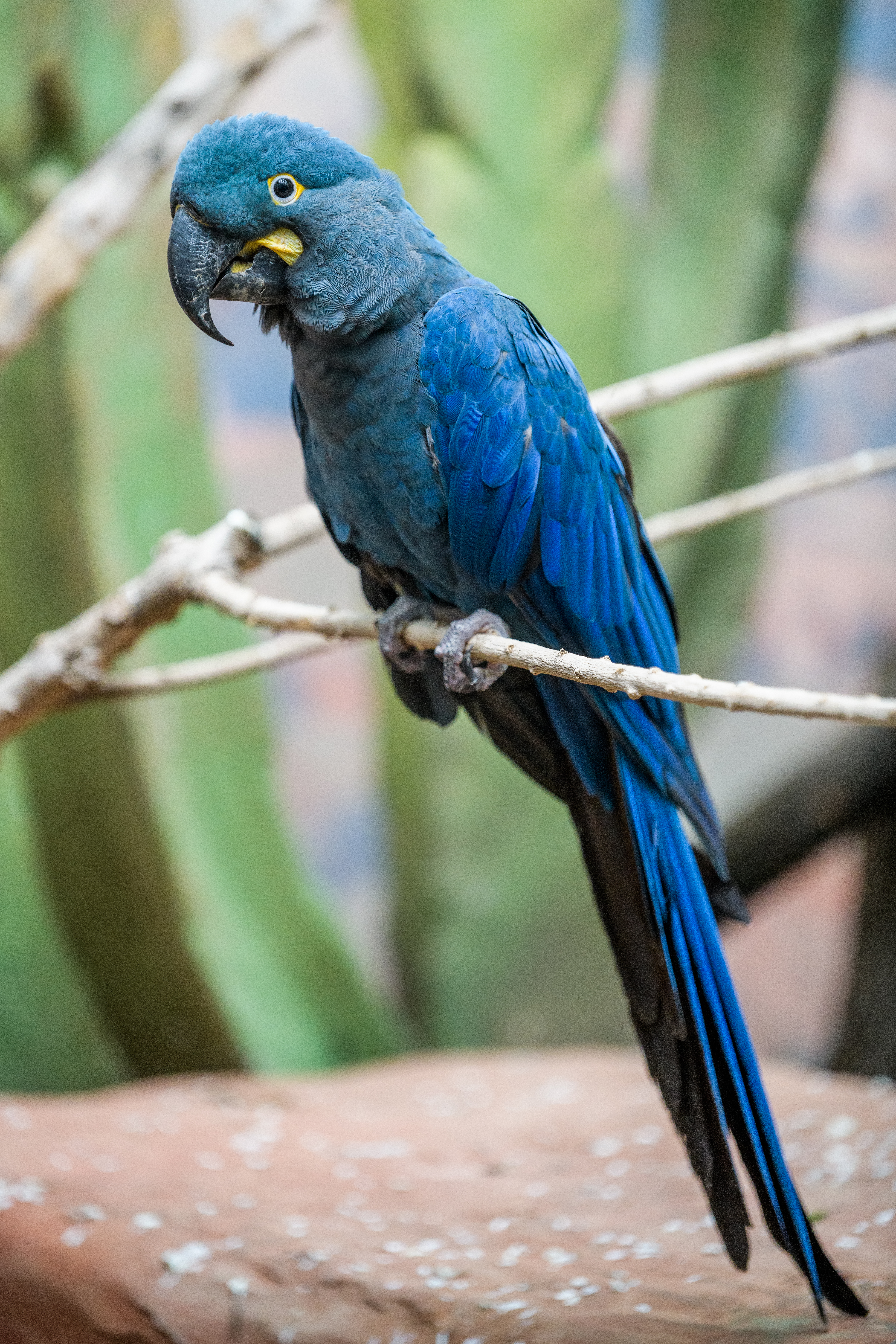
Ara Learův v Rákosově pavilonu

### Rozměry
- Délka budovy: 66,7 m
- Šířka budovy: 7,9 m
- Maximální výška budovy: 8 m
- Celková plocha pavilonu: 527 m2
- Plocha expozic v pavilonu: 273 m2
- Plocha voliéry Nový Zéland: 122 m2
- Plocha voliéry Podhůří jižních And: 84 m2[3]

## Expozice a chované druhy
Prohlídka expozičního komplexu začíná za expozicí pand červených biotopovou voliérou s ptáky Nového Zélandu. Následuje vlastní pavilon, jenž zahrnuje šest geograficko-biotopových expozic, z toho jedna expozice (Nížinný les Nové Guineje) je průchozí. Další průchozí biotopovou expozicí je voliéra Podhůří jižních And u východu z pavilonu. Na ni pak navazují dvě tradiční (ale opravené) voliéry s papoušky. Expoziční komplex končí před velkou voliérou dravých ptáků.

### Základní údaje
- Počet expozic: 10 (8 biotopových pro více druhů a dvě klasické)
- Počet vnitřních expozic: 6
- Počet průchozích expozic: 2
- Celkový počet chovaných druhů ptáků: 38, z toho v expozicích ve vlastním pavilonu 27 (stav při otevření pavilonu)
- Počet chovaných druhů papoušků: 16 (stav při otevření pavilonu)

Hned 19 taxonů není chováno v žádné jiné české zoo, navíc z toho čtyři taxony (loríček zlatouchý, kystráček indonéský, holub šedobřichý, holub černobronzový) nejsou k vidění ani v jiné evropské zoo (stav při otevření pavilonu).
Na konci roku 2019 bylo v pavilonu chováno více než 100 ptáků.

### Přehled expozic a chovaných druhů
Jedná se o stav v době otevření pavilonu.

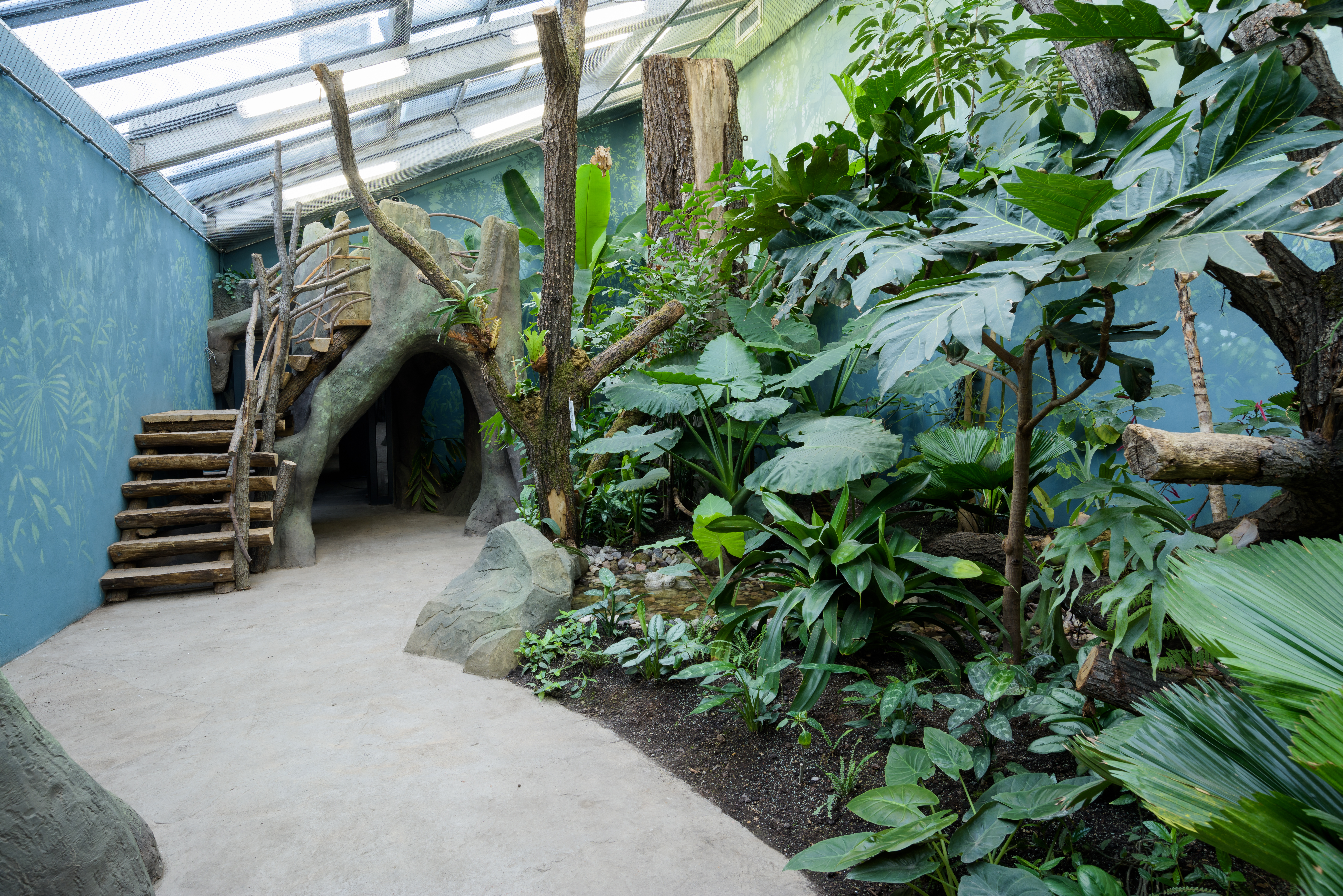
Interiér Rákosova pavilonu krátce po vysázení rostlin

#### Nový Zéland (Novozélandské velehory)
- nestor kea (papoušek)
- flétňák australský
- husice rajská

#### Filipíny – prales ve stínu sopek
- mada modrotemenný (papoušek) – jediný chov v českých zoo
- holub podkovní – jediný expoziční chov v českých zoo
- špaček holohlavý – jediný chov v českých zoo
- pita kápovitá – jediný chov v českých zoo

#### Horský deštný les Nové Guineje
- tricha orlí (papoušek) – jediný chov v českých zoo
- lori černý (papoušek) – jediný chov v českých zoo - v zázemí kvůli agresivitě vůči trichům orlím.

#### Nížinný les Nové Guineje
- kakadu palmový (papoušek)
- charmozin Stellin (papoušek)
- loríček zlatouchý (papoušek) – jediný chov v evropských zoo
- korunáč šedomodrý – jediný chov v českých zoo
- holub horský
- holub zlatoprsý
- holub nádherný
- holub černobronzový – jediný chov v evropských zoo
- kystráček indonéský – jediný chov v evropských zoo

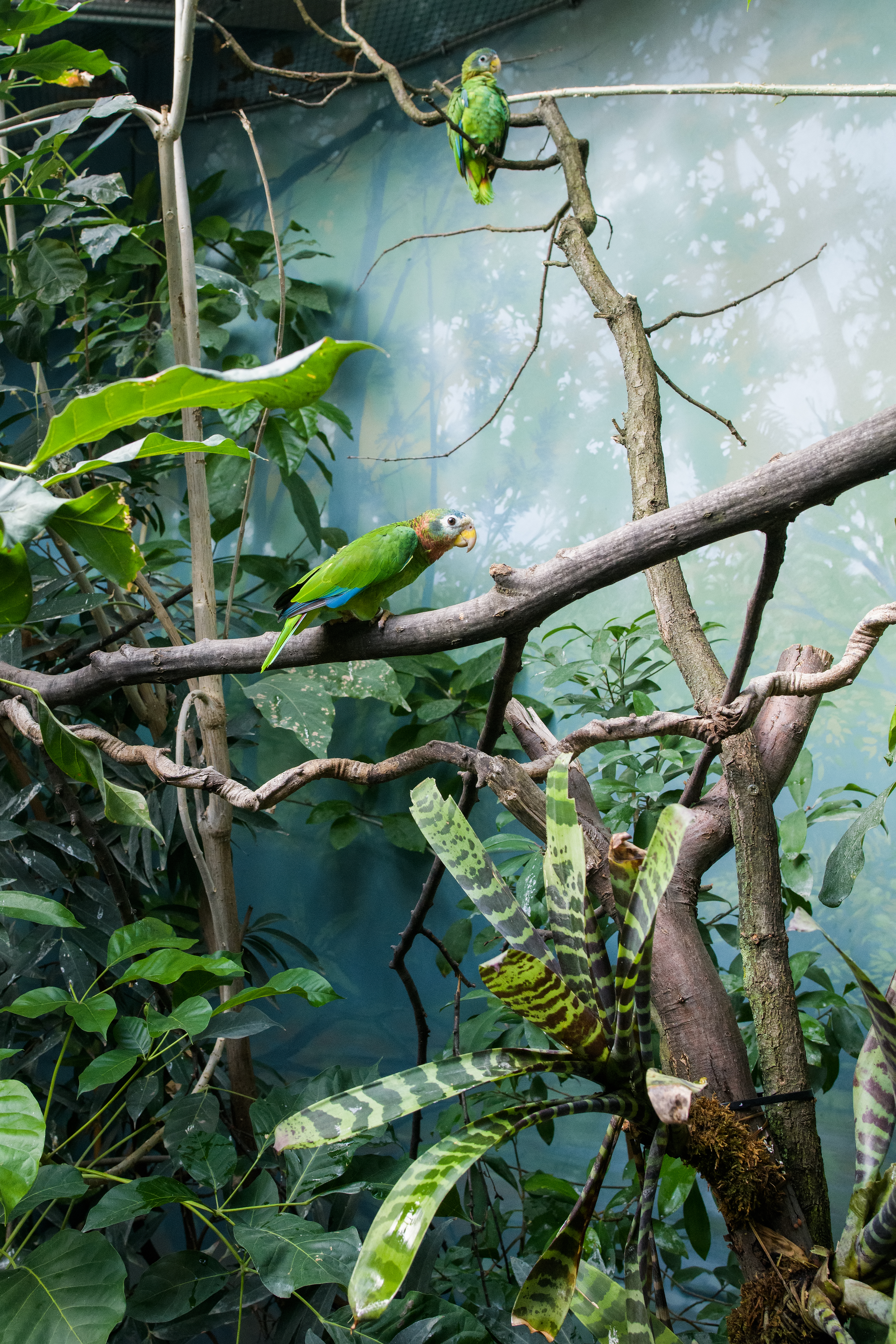
Amazoňan jamajský v Rákosově pavilonu

- čírka štíhlá

#### Jamajské lesy
- amazoňan jamajský (papoušek)
- holub pestrý – jediný chov v českých zoo
- holub šedobřichý – jediný chov v evropských zoo
- ostralka bělolící

#### Pantanal
- ara hyacintový (papoušek) – největší druh papouška
- amazoňan rudoocasý (papoušek) – jediný chov v českých zoo[6]
- ostnák jihoamerický
- vlhovec červenohlavý
- tinama tataupa – jediný chov v českých zoo

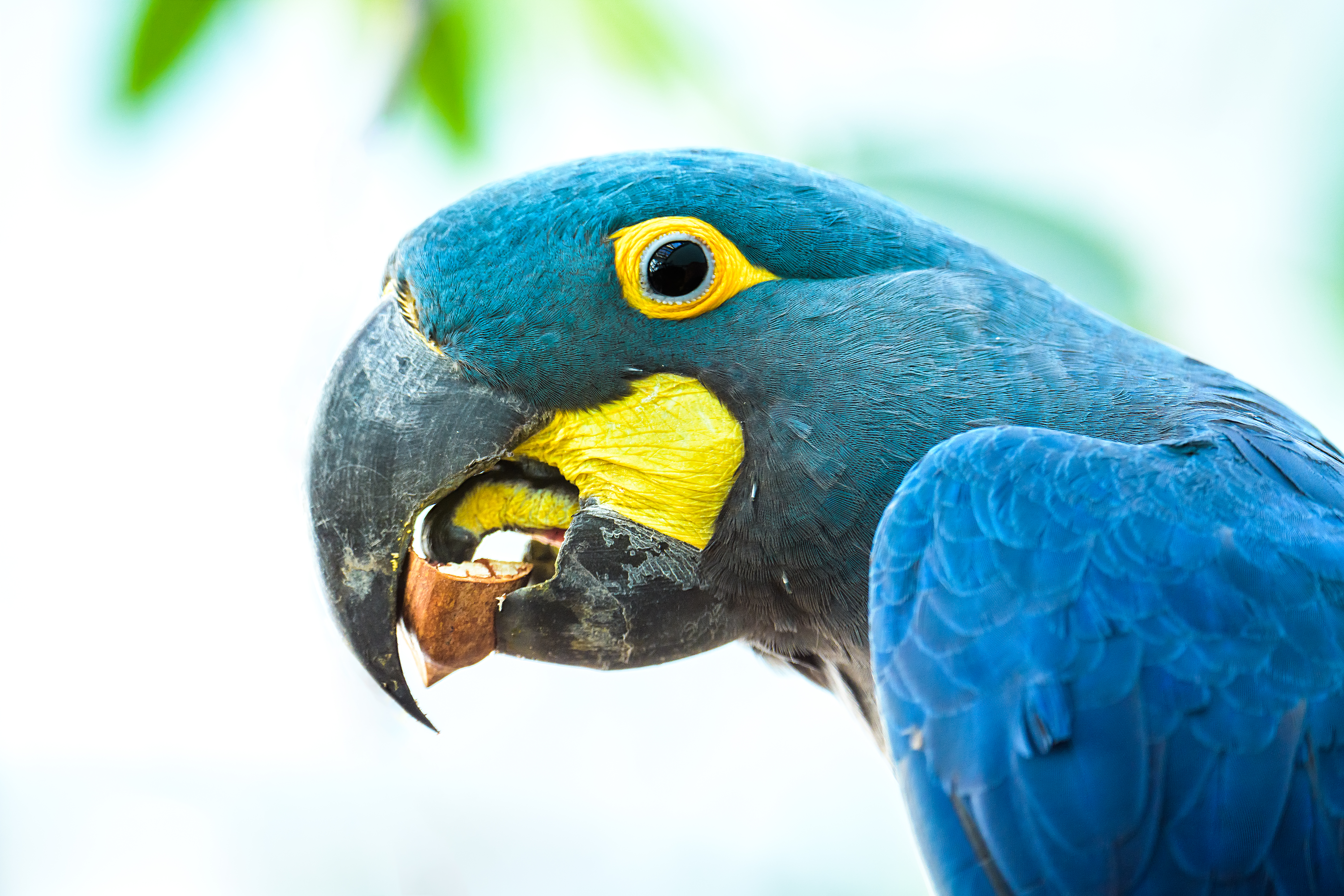
Ara Learův v Rákosově pavilonu

#### Brazilská Caatinga
- ara Learův (papoušek) – jediný chov v českých zoo
- kardinál dominikánský – jediný chov v českých zoo

#### Jihoandské podhůří
- papoušek patagonský (papoušek) – chován poddruh papoušek patagonský chilský – jediný chov v českých zoo
- papoušek mniší (papoušek)
- aratinga andský (papoušek)
- čírka žlutozobá
- čejka jihoamerická

#### Historická voliéra I
- kogna dlouhozobý (papoušek) – jediný chov v českých zoo

#### Historická voliéra II
- amazoňan modrobradý (papoušek) – jediný chov v českých zoo

## Rostliny
Jelikož je pavilon pojat jako soustava biotopových expozic, zahrnuje také mnoho rostlinných druhů. Ty nejvýznamnější druhy jsou představeny pomocí informačních panelů také přímo v pavilonu, případně na webu zoo. Jedná se o tyto druhy:

### Nový Zéland
- nohoplod sněžný
- hebe botkovitá
- hasivka orličí

### Filipíny
- motýlovec
- dilenie filipínská
- osladič
- tupoušek pyšný (medinilla magnifica)

### Horský les Nové Guineje
- listoklatec
- rapis ztepilá
- ledviník
- sasa středojaponská

### Nížinný les Nové Guineje
- banánovník
- alokázie
- parožnatka věncová
- hydnofytum
- chlebovník obecný
- můrovec vznešený (phalaenopsis amabilis)
- orchidej vanda
- vanilka pravá

### Jamajka
- cyatea Cooperova
- toulitka
- hřebíčkovec
- epifylum
- solandra velkokvětá

### Pantanal
- anona šupinatá
- podražec obří
- neoregelie
- vrízea
- hnízdivka

### Brazilská Caatinga
- kujeta hruboplodá
- cereus jamacaru
- vlnovec pětimužný
- kaliandra červenohlavá

### Jihoandské podhůří
- jubea chilská
- kortaderie dvoudomá

## Pavilon v TV
V neděli 3. 11. 2019 byla o tomto pavilonu odvysílána reportáž ve vlastivědném magazínu České televize Toulavá kamera.
O Rákosově pavilonu byl však natočen také samostatný dokument o délce 27 min. Premiéra: 4. 3. 2020 na Prima ZOOM.

## Další expozice papoušků v Zoo Praha
Unikátní kolekce loriů, středně velkých papoušků z australské a orientální oblasti, je od roku 2009 soustředěna zejména na tzv. Papouščí stezku v horní části zoo (prostor mezi oběma expozicemi papoušků vyplňuje vinice, která byla obnovena v rámci úprav svahu před vlastní výstavbou Rákosova pavilonu).
Voliéra s papoušky vlnkovanými (tedy andulkami) se nachází v dolní části zoo na okraji dětské zoo a dětského areálu u restaurace Gaston.